# رالف ويلي
رالف ويلي (بالإنجليزية: Ralph Wiley)‏ هو صحفي وكاتب أمريكي، ولد في 12 أبريل 1952 في ممفيس في الولايات المتحدة، وتوفي في 13 يونيو 2004 في أورلاندو في الولايات المتحدة بسبب نوبة قلبية.